# Dragons 3 : Le Monde caché
Série Dragons
Dragons 2
(2014)
Pour plus de détails, voir Fiche technique et Distribution.
Dragons 3 : Le Monde caché ou Dragons : Le Monde caché au Québec (How to Train Your Dragon: The Hidden World) est un film d'animation réalisé par Dean DeBlois et sorti en 2019. Ce film est la suite de Dragons 2, sorti en 2014, qui lui-même est précédé par le premier film Dragons, sorti en 2010.
Mondialement, il fut un succès commercial avec plus de 521 millions de dollars récoltés. Il est également le second meilleur démarrage de l'année 2019.

## Synopsis
Un an après la mort de Stoïck la Brute et la défaite de Drago, Harold est devenu chef de Beurk. Conseillé par sa mère et ses amis, il lance avec eux des raids pour libérer les dragons capturés par les chasseurs et les mener à son village où ils vivent libres. Mais alors que la petite île devient surpeuplée, Harold pense à quitter le village pour le Monde caché, la légendaire terre d'origine des dragons avec de gigantesques et magnifiques cascades dont son père lui a parlé lorsqu’il était enfant. Stoïck l'avait recherchée pour en condamner l’accès, et ainsi mettre un terme au conflit entre les Vikings et les dragons. Harold espère s’y installer pour pouvoir mieux les protéger des multiples attaques des chasseurs. Au même moment, les seigneurs de guerre, les anciens généraux de Drago, engagent Grimmel le Grave afin de capturer Krokmou, considéré comme l'Alpha, le roi parmi les dragons. Grimmel est un tueur de dragons connu pour haïr et éradiquer les Furies nocturnes depuis son enfance. Ils lui laissent une Furie Éclair femelle pour l'appâter, les Furie étant monogames.
Krokmou est vite attiré par la femelle Furie, mais celle-ci craint Harold et fuit dès qu'elle le repère. En se promenant dans les bois avec Krokmou et Kranedur, Harold repère un piège et une fléchette tranquillisante. Erett identifie ce piège et leur révèle que c’est l’œuvre de Grimmel. Grimmel s'infiltre dans Beurk, mais Harold l'attendait, et le chasseur fuit, détruisant une grande partie de Beurk derrière lui avec ses dragons tueurs. Grimmel promet qu’il détruira tous les proches d’Harold s'il ne lui remet pas son Furie. Harold propose alors aux villageois de partir pour le Monde Caché et de quitter Beurk, ce qu'ils acceptent difficilement.
Après un vol d'une journée, les habitants de Beurk se posent sur une autre île à l'ouest où ils ne doivent que faire une halte. Mais les Beurkiens commencent déjà à construire leur nouveau Beurk sur cette île. Krokmou croise encore la Furie Éclair et Harold lui fabrique un nouveau gouvernail pour qu'il puisse décoller seul. Le dragon part suivre la Furie Éclair. Harold espère qu'il va revenir.
Valka, partie en éclaireur, découvre que la flotte de Grimmel se rapproche dangereusement et qu'elle est suffisamment importante pour capturer tous leurs dragons. Harold suggère de capturer Grimmel avec ses amis, mais ils étaient attendus et doivent fuir devant les deux dragons tueurs scorpions (Agrippemort) que Grimmel contrôle en les droguant avec leur propre venin, ce qui les empêchent d’obéir aux ordres de l’Alpha. Seule Kognedur Thorston est capturée. Agacé par ses bavardages incessants, Grimmel finit par la relâcher après qu'elle a révélé l’existence de leur nouveau repère. Elle part sans se retourner, sans se douter qu'elle est en fait suivie jusqu'au Nouveau Beurk.
Harold et Astrid partent à la recherche de Krokmou, car Harold croit impossible que Krokmou soit parti en oubliant son dragonnier. Ils finissent par trouver le Monde Caché, terre de légende, au beau milieu de l'océan. Ils y retrouvent Krokmou, qui est resté l'Alpha de tous les dragons avec la Furie Éclair pour compagne. Les deux humains sont repérés et sauvés des autres dragons par Krokmou. Harold comprend que le Monde caché ne peut être un refuge pour les humains , et il repart sur Krokmou au Nouveau Beurk, ce qui a l'air de déplaire à la Furie femelle.
Harold arrive donc sur le Nouveau Beurk, et manifeste sa joie de retrouver Krokmou, mais il comprend qu’il est amoureux de la Furie Éclair. Alors qu'il constate que la Furie Éclair les a suivis, Grimmel surgit et la capture avec Krokmou, en se servant de ses flèches contenant du venin somnifère. En voyant leur Alpha menacé, les autres dragons se soumettent au chasseur et Grimmel part, jurant d'abattre la Furie Éclair si Harold essaie de le suivre. Grimmel remet aux généraux tous les dragons pour les enfermer, mais il décide de les trahir en gardant pour lui Krokmou pour le tuer, empêchant les généraux d’utiliser les pouvoir de l’Alpha.
Harold s'en veut d'avoir été dupé et de se retrouver sans dragon, mais Astrid le rassure sur ses capacités de chef. Il lance alors un raid sur les navires de Grimmel en wingsuit grâce aux engins de vol qu'il a créé, parvenant à prendre les forces de Grimmel par surprise. Durant le combat, la flotte des trappeurs de Dragon est décimée tout comme les généraux, et les Agrippemort de Grimmel sont aussi tués dans la bataille. Harold libère Krokmou. Mais Grimmel prend le contrôle de la Furie Éclair par un harnais spécial contenant du venin. Krokmou tente de la sauver mais le Furie nocturne est endormi en plein vol grâce aux fléchettes spéciales de Grimmel. Harold libere la Furie Éclair pour qu'elle sauve son compagnon, prêt à se sacrifier pour arrêter Grimmel. Harold et Grimmel chutent vers la mer, croyant tous deux à leur mort, quand la Furie éclair rattrape Harold au vol, laissant chuter Grimmel, qui s'écrase dans l'océan et ne survit pas.
Malgré la victoire, le jeune chef viking comprend que les dragons ont le besoin naturel de vivre dans le Monde Caché, loin de la cupidité humaine. Krokmou et Harold se séparent et tous les habitants de Beurk laissent partir leurs dragons vers le Monde caché en se disant tristement au revoir. Beurk est donc reconstruit sur la nouvelle île, où Harold et Astrid se marient.
Quelques années plus tard, Harold et Astrid, désormais parents de deux enfants (un garçon et une fille), approchent de l'entrée du Monde caché après un long voyage en bateau. Ils y retrouvent Krokmou, la Furie Éclair et leurs trois bébés. Krokmou n'identifie pas son dragonnier immédiatement (qui est maintenant barbu), mais à la vue et l'odeur de la main d'Harold, Krokmou reconnaît son ami. Alors qu'il retrouve son ami et initie ses enfants au vol sur dos de dragon, Harold espère qu'un jour, les dragons pourront revenir en paix dans le monde des humains.

## Fiche technique
- Titre original : How to Train Your Dragon: The Hidden World
- Titre français : Dragons 3 : Le Monde caché
- Titre québécois : Dragons : Le Monde caché
- Réalisation : Dean DeBlois
- Scénario : Dean DeBlois, d'après l’œuvre de Cressida Cowell
- Musique : John Powell
- Montage : Jabari Phillips
- Production : Bonnie Arnold
  - Production exécutive : Chris Sanders et Dean DeBlois
  - Coproduction : Michael A. Connolly
- Sociétés de production : DreamWorks Animation
- Société de distribution : Universal Pictures
- Pays d’origine :  États-Unis,  Japon[1],[2],[3]
- Langue originale : anglais
- Durée : 104 minutes
- Dates de sortie : 
  - États-Unis : 22 février 2019
  - Belgique : 30 janvier 2019
  - France : 6 février 2019

## Distribution

### Voix originales
- Jay Baruchel : Hiccup Horrendous Haddock III
- Gerard Butler : Stoick la Brute
- Craig Ferguson : Gobber le Burp
- America Ferrera : Astrid Hofferson
- Cate Blanchett : Valka
- F. Murray Abraham : Grimmel
- Christopher Mintz-Plasse : Fishlegs
- Jonah Hill : Snotlout Jorgenson
- Justin Rupple : Tuffnut Thorston
- Kristen Wiig : Ruffnut Thorston
- Kit Harington : Eret, fils d'Eret
- Kieron Elliott : Hoark
- Gideon Emery : Teeny
- Robin Atkin Downes : Ack
- David Tennant : Spitelout (VF : Mastock) / Ivar the Witless

### Voix françaises
- Donald Reignoux : Harold Horrib' Haddock III
- Florine Orphelin : Astrid Hofferson
- Féodor Atkine : Grimmel le Grave
- Isabelle Gardien : Valka
- Emmanuel Jacomy : Stoïck la brute
- Michel Dodane : Gueulfor
- Émilie Rault : Kognedur Thorston
- Pascal Grull : Kranedur Thorston
- Arthur Pestel : Rustik Jorgenson
- Nathanel Alimi : Varek Ingerman
- Jim Redler : Erett
- Gérard Darier : Chaghatai Khan
- Frédéric Norbert : Ack
- Natacha Muller : Griselda
- Loïc Houdré : Trappeur
- Nathalie Kanoui : Phlegma

 Source et légende : version française (VF) sur RS Doublage et selon carton de doublage cinéma

### Voix québécoises
- Xavier Dolan : Harold
- Geneviève Déry : Astrid
- Carl Béchard : Gueulfor
- Olivier Visentin : Morvik
- Laurent-Christophe De Ruelle : Kranedur
- Marie-Ève Soulard La Ferrière : Kognedur
- Anne Dorval : Valka
- Sébastien Reding : Bâtonnets
- Jacques Lavallée : Grimmel
- Sylvain Hétu : Stoick

 Source et légende : version québécoise (VQ) sur Doublage.qc.ca

## Accueil

### Critique
Sur le site Rotten Tomatoes, il obtient la note de 98 %. Sur Metacritic, il obtient 74 %.

### Critiques
Le film reçoit de bons retours, avec une note moyenne de 3,9 sur 5 sur Allociné.
Le Parisien est conquis par le film : il « touche même au sublime lors de certaines scènes », et Première trouve que « Dean DeBlois clôt en beauté sa trilogie initiatique aux visions fulgurantes ».

### Box-office
Mondialement, il est un succès avec plus de 521 millions de dollars récoltés.
| Pays ou région | Box-office        | Date d'arrêt du box-office | Nombre de semaines |
| -------------- | ----------------- | -------------------------- | ------------------ |
| États-Unis     | 159 949 060 $     |                            | 10                 |
| France         | 3 367 220 entrées |                            | 12                 |
| Monde          | 517 049 060 $     |                            | 10                 |

- Source : www.boxofficemojo.com

- Budget du film : 129 000 000 $

## Distinctions

### Nominations
- Golden Globes 2020 : Meilleur film d'animation
- Oscars 2020 : Meilleur film d'animation